# CS Rapid București (női kézilabda)
A Clubul Sportiv Rapid București, más néven CS Rapid București, vagy  egyszerűen csak Rapid  egy kézilabdacsapat Bukarestben, azon belül Giulești városrészben, Romániában. Női szakosztályának csapata a román élvonalban szerepel. A klubot 1934-ben alapították, mérkőzéseit az 5300 férőhelyes Sala Polivalentában vagy a csupán 1500 férőhelyes Sala Rapidban játssza. A 2020-as évektől kezdve a Rapid București mind a román, mind pedig az európai kézilabdázás egyik meghatározó csapata. 2022-ben meglepetésre legyőzve a CSM București csapatát  megnyerte hazájában a bajnoki címet, és ez idő alatt a Bajnokok Ligájában is jól szerepelt a csapat. A klub legkiemelkedőbb eredménye az 1964-es Bajnokok Ligája győzelem.

## Sikerei
- Román bajnok:
  - 1960–61, 1961–62, 1962–63, 1966–67, 2002–03, 2021–22
- Román Kupa győztes: 2004
- Bajnokok ligája
  - győztes: 1963–64

## Játékoskeret

### A 2025-2026-os szezon játékoskerete
| Kapusok - 12 Diana Ciucă - 16 Denisa Șandru - 30 Rinka Duijndam Jobbszélsők - 18 Gabriela Tulea - 28 Töpfner Alexandra - 91 Sara Ristovska Balszélsők - 03 Polina Gorshkova - 20 Korsós Dorina - 29 Mina Hesselberg Beállók - 08 Viktoriya Shamanovskaya - 10 Albertina Kassoma | Balátlövők - 21 Maria Kanaval - 26 Stelvia Pascoal - 31 Djazz Chambertin Irányítók - 02 Mariana Lopes - 07 Eliza Buceschi (c) - 79 Estavana Polman Jobbátlövők - 19 Aïssatou Kouyaté - 23 Line Ellertsen |

### Változások a 2025–2026-os szezonban
| Érkezők - Töpfner Alexandra (a Debreceni VSC csapatától) - Mariana Lopes (a Békéscsabai Előre NKSE csapatától) - Maria Kanaval (a Dunărea Brăila csapatától) - Line Ellertsen (a Storhamar HE csapatától) - Mina Hesselberg (a Larvik HK csapatától) - Viktoriya Shamanovskaya (a Moszkva csapatától) - Djazz Chambertin (a Metz Handball csapatától) - Stelvia Pascoal (a Saint-Amand HB csapatától) | Távozók - Milena Raičević (azonnal) - Marta López Herrero (azonnal) - Cătălina Dascălu (azonnal) - Alina Ilie (a CS Măgura Cisnădie csapatához) (azonnal) - Lorena Ostase (a CS Gloria Bistrița csapatához) (azonnal) - Ștefania Stoica (a CS Gloria Bistrița csapatához) - Sorina Grozav (a Corona Brașov csapatához) - Anđela Janjušević (a Dunărea Brăila csapatához) - Lara González Ortega (a Dunărea Brăila csapatához) - Ainhoa Hernández (az SCM Craiova csapatához) - Alicia Fernández Fraga (a Zagłębie Lubin csapatához) |

## Statisztika
Bajnokok Ligája-góllövőlista (All-time)
| #  | Név                    | Szezon | Gól |
| -- | ---------------------- | ------ | --- |
| 1  | Korsós Dorina          | 3      | 139 |
| 2  | Anđela Janjušević      | 3      | 126 |
| 3  | Sorina Grozav          | 3      | 120 |
| 4  | Albertina Kassoma      | 3      | 106 |
| 5  | Estavana Polman        | 3      | 103 |
| 6  | Eliza Buceschi         | 3      | 102 |
| 7  | Orlane Kanor           | 2      | 100 |
| 8  | Marta López Herrero    | 3      | 80  |
| 9  | Alicia Fernández Fraga | 3      | 69  |
| 10 | Lorena Ostase          | 3      | 55  |

## A klub történetének nevesebb játékosai
| - Alexandra Badea - Alina Dobrin - Aurelia Brădeanu - Cristina Vărzaru - Gabriela Perianu - Oana Manea - Paula Ungureanu - Ivana Kapitanović - Itana Čavlović | - Alexandra Lacrabère - Julie Foggea - Laura Kanor - Orlane Kanor - Mathilde Neesgaard - Jennifer Gutiérrez Bermejo - Irene Espínola Pérez - Azenaide Carlos |